# NGC 2979
NGC 2979 est une galaxie spirale située dans la constellation du Sextant. NGC 2979 a été découverte par l'astronome germano-britannique William Herschel en 1786. Cette galaxie a aussi été observée par l'astronome américain Frank Müller en 1886 et elle a été ajoutée au catalogue NGC sous la désignation NGC 3050.

## Caractéristiques
Sa vitesse par rapport au fond diffus cosmologique est de 2 985 ± 27 km/s, ce qui correspond à une distance de Hubble de 44,0 ± 3,1 Mpc (∼144 millions d'al).
À ce jour, une mesure non basée sur le décalage vers le rouge (redshift) donne une distance d'environ 66,700 Mpc (∼218 millions d'al). Cette valeur est nettement à l'extérieur des valeurs de la distance de Hubble. Notons que c'est avec la valeur moyenne des mesures indépendantes, lorsqu'elles existent, que la base de données NASA/IPAC calcule le diamètre d'une galaxie et qu'en conséquence le diamètre de NGC 2979 pourrait être d'environ 19,4 kpc (∼63 300 al) si on utilisait la distance de Hubble pour le calculer.
La classe de luminosité de NGC 2979 est I et elle présente une large raie HI. De plus c'est une galaxie active de type Seyfert 2. Au début des années 2000, on a découvert des masers d'eau dans sept galaxies à noyau actif (AGN) : NGC 2824, NGC 2979, NGC 5643, NGC 6300, NGC 6926, ESO 269-G012 et IRAS  F19370-131.